# Стрік-камера

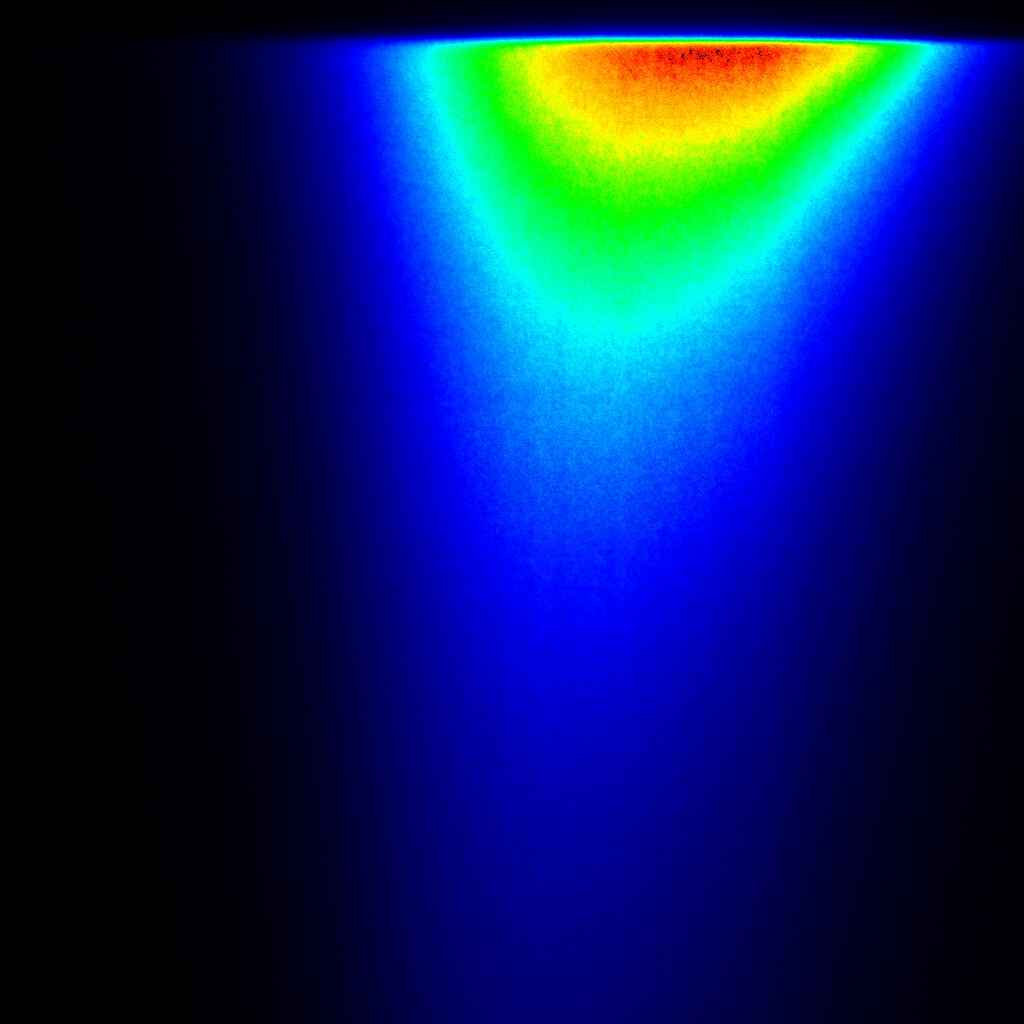
Приклад зображення зі стрік-камери при експерименті з дослідження люмінесценції

Стрі́к-ка́мера (електро́нно-опти́чна ка́мера; англ. streak-camera) — пристрій для вимірювання зміни інтенсивності імпульсів світла в часі.
У стрік-камері використовується синхронна розгортка в часі. Завдяки використанню ПЗЗ матриць як детектора можливе одночасне отримання даних з декількох просторово розділених каналів. Широко застосовуються в спектроскопії з часовим розділенням (англ. time resolved spectroscopy), наприклад при експериментах з кінетики затухання фотолюмінесценції в органічних матеріалах.

## Принцип роботи
Імпульс світла, що досліджується, проходить через вхідну щілину та потрапляє на фотокатод. Електрони, вибиті з фотокатоду, прискорюються високою напругою в горизонтальному напрямку та відхиляються в вертикальному напрямку системою електродів на які подається імпульс розгортки. Отже, після проходження через систему відхиляючих електродів вертикальна координата певного електрона відповідає моменту часу коли його було створено на фотокатоді. Електрони проходять через помножувач — мікроканальну платівку (англ. MCP, microchannel plate), та потрапляють на екран з люмінофором, де знову перетворюються на світло. Реєстрація здійснюється за допомогою ПЗЗ матриці. Система як правило працює в режимі рахування фотонів. В результаті отримується зображення, вертикальна координата якого відповідає часу, а горизонтальна — просторовій координаті на вході стрік камери. За рахунок цього стрік камери широко застосовуються для синхронного отримання даних з декількох просторово розділених каналів. Наприклад в експериментах з вимірювання часового затухання фотолюмінесценції на вході стрік камери ставлять спектрограф з дифракційними ґратками, внаслідок цього горизонтальна координата зображення відповідає довжині хвилі вхідного імпульсу світла, що дозволяє одночасне вимірювання часів затухання люмінесценції на різних довжнинах хвиль, або визначення залежності спектру випромінювання від часу.

## Застосування
- Часове затухання люмінесценції

## Виробники
- Hamamatsu